# Stockport (Ohio)
Stockport és una població dels Estats Units a l'estat d'Ohio. Segons el cens del 2000 tenia 540 habitants.

## Demografia
Segons el cens del 2000, Stockport tenia 540 habitants, 227 habitatges, i 145 famílies. La densitat de població era de 631,8 habitants per km².
Dels 227 habitatges en un 33,9% hi vivien nens de menys de 18 anys, en un 43,6% hi vivien parelles casades, en un 16,7% dones solteres, i en un 35,7% no eren unitats familiars. En el 33% dels habitatges hi vivien persones soles el 16,7% de les quals corresponia a persones de 65 anys o més que vivien soles. El nombre mitjà de persones vivint en cada habitatge era de 2,38 i el nombre mitjà de persones que vivien en cada família era de 2,99.
Per edats la població es repartia de la següent manera: un 26,3% tenia menys de 18 anys, un 10% entre 18 i 24, un 26,1% entre 25 i 44, un 20,9% de 45 a 60 i un 16,7% 65 anys o més.
L'edat mediana era de 35 anys. Per cada 100 dones de 18 o més anys hi havia 80,9 homes.
La renda mediana per habitatge era de 22.054 $ i la renda mediana per família de 26.000 $. Els homes tenien una renda mediana de 26.875 $ mentre que les dones 13.375 $. La renda per capita de la població era de 10.314 $. Aproximadament el 27,8% de les famílies i el 39,6% de la població estaven per davall del llindar de pobresa.

## Poblacions més properes
El següent diagrama mostra les poblacions més properes.